# Citación de datos

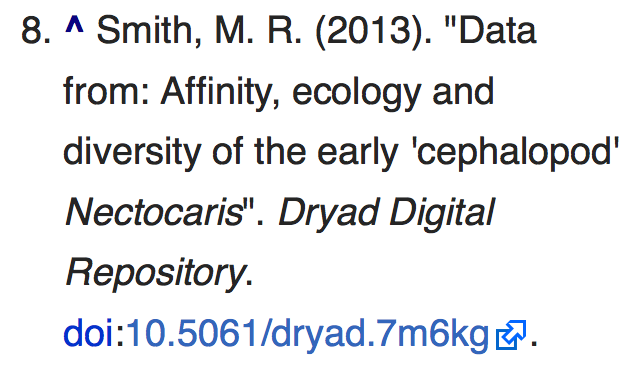
Un ejemplo de citación de datos

La citación de datos es la provisión de referencias exactas, consistentes y estandarizadas a conjuntos de datos, de la misma forma que se proporcionan referencias bibliográficas a otras fuentes publicadas como artículos de investigación o monografías. Típicamente, se utilizan identificadores de objetos digitales (DOIs) que llevan a un sitio web que contiene los metadatos para el conjunto de datos y el conjunto de datos mismo.
Un artículo de 2011 reportó una incapacidad para determinar qué tan a menudo se hace citación de datos en ciencias sociales.
Otros artículos publicados entre 2012 y 2013 informaron que la citación de datos estaba volviéndose más común, pero la práctica no era estándar.
En 2014 FORCE 11 publicó la Joint Declaration of Data Citation Principles que cubren el propósito, función y atributos de la citación de datos.
En octubre de 2018 CrossRef manifestó su apoyo a la iniciativa de catalogar conjuntos de datos y de recomendar su citación.
Una popular revista orientada a datos informó en abril de 2019 que en lo sucesivo usaría la citación de datos.
Un artículo de junio de 2019 sugirió que el aumento en la citación de datos hará esta práctica más valiosa para todo el mundo, porque fomentará el intercambio de datos y aumentará el perfil de las personas que los compartan.
La citación de dato es un tema emergente en las ciencias de la computación, y ha sido definido como un problema computacional. De hecho, citar datos presenta retos significativos a los computólogos. Los problemas principales a enfrentar están relacionados con:
- el uso de modelos de datos y formatos heterogéneos, por ejemplo, bases de datos relacionales, valores separados por comas (CSV), Extensible Markup Language (XML),[13][14] Resource Description Framework (RDF);[15]
- la transitoriedad de los datos;
- la necesidad de citar datos a diferentes niveles de granularidad, es decir, citas profundas;[16]
- la necesidad de generar automáticamente citas a datos con granularidad variable.